# Lillian Ascough
 (septembre 2021).
Lillian Ascough, née  le 14 mai 1880 à  Détroit, dans l'État du Michigan et morte  en décembre 1974 à New Castle dans l'État du Delaware, est une suffragette américaine,  présidente du National Woman's Party (NWP) dans le Connecticut et vice-présidente de la branche du Michigan du NWP,. Lors de la manifestation d'août 1918 au Lafayette Square, Ascough est condamnée à quinze jours de prison. Puis, en février 1919, elle participe aux manifestations dites de feu de garde et est de nouveau arrêtée puis condamnée à cinq jours de prison. Elle est conférencière lors de la tournée Prison Special (en) (ainsi nommée parce que les conférenciers ont fait part de leurs expériences en tant que prisonniers politiques) aux États-Unis en février et mars 1919.